# ناحیه لوانگو
ناحیه لوانگو (به لاتین: Lwengo District) یک منطقهٔ مسکونی در اوگاندا است که در استان مرکزی، اوگاندا واقع شده‌است. ناحیه لوانگو ۲۶۷٬۳۰۰ نفر جمعیت دارد.